# Martin Laursen
Martin Laursen (Fårvang, Dinamarca, 26 de julio de 1977) es un exfutbolista profesional danés, jugaba de defensa central y llegó a ser capitán del Aston Villa.

## Trayectoria
Comenzó su carrera en el club danés Silkeborg IF.

### Hellas Verona
Después de tres temporadas en el Silkeborg, Lausen se trasladó a Italia y en agosto de 1998 se incorporó al Hellas Verona. Esa temporada sufrió una lesión de rodilla durante la mayor parte de su primera temporada, donde el Verona logró el ascenso a la Serie A. Mientras que en su segunda temporada fue titular en la alineación del Verona, marcando goles importantes para la salvación del equipo.

### AC Milan
En junio del 2000 el Parma adquiriere los servicios de Laursen. Sin embargo, luego de sólo 3 semanas, Parma cedió a Laursen al A. C. Milan. Hizo un buen debut con la camiseta rossoneri, marcando dos goles en los primeros cuatro partidos, siendo adquirido por el club a mitad de temporada.
En su estancia en el club ganó una Copa Italia, la Liga de Campeones, la Supercopa de Europa y la Serie A en 2004.
Debido a la presencia de Paolo Maldini y Alessandro Nesta, Laursen no logró establecerse en el primer equipo del Milan a largo plazo. Cuando el Milan compró al defensor Jaap Stam en mayo de 2004, Laursen dejó el club.

### Aston Villa
El 21 de mayo de 2004, Laursen fue fichado por el Aston Villa de la Premier League, por una tarifa de 3 millones de libras esterlinas, con un contrato de cuatro años. Su debut con el Villa se produjo contra el Southampton el 14 de agosto, encuentro que terminó 2-0 a favor del Villa. Tuvo algunas actuaciones alentadoras de vez en cuando durante aquella temporada, pero la lesión de rodilla que lo atormentó al principio de su carrera regresó y mantuvo a Laursen jugando solo un partido de la Premier League.
Tras la reaparición de su problema de rodilla, comenzaron a surgir serias dudas sobre si Laursen seguiría jugando. Tras una ausencia de mes y medio, en noviembre de 2006 volvió a vestir la camiseta de la selección danesa, pero se vio obligado a retirarse tras otra lesión de rodilla.
Se sometió a una rehabilitación completa en Bolonia y regresó al equipo de Villa en agosto de 2006, ese mes Martin O'Neill fue designado como entrenador, y él y Laursen llegaron a un acuerdo para darle la libertad de entrenar como quisiera, lo que ayudó a prevenir más lesiones. Laursen se convirtió en una parte integral de los planes de O'Neill, y el estilo de juego físico inglés demostró adaptarse perfectamente a Laursen. Se convirtió en un goleador efectivo para Villa durante la temporada 2007-08, anotando seis goles desde su posición de defensa central. A pesar de fuertes dudas sobre su condición física, ayudó a su equipo a ganarse una plaza en la Intertoto.
En enero de 2008 acordó los términos de un nuevo contrato de dos años y medio. Laursen reemplazó a Gareth Barry como capitán del equipo de forma permanente la siguiente temporada. En el primer partido del Aston Villa de la temporada 2008-09, Laursen fue el capitán del equipo en la Copa Intertoto de la UEFA. En noviembre fue nombrado futbolista Danés del año 2008.
En mayo de 2009, Laursen anunció su decisión de retirarse del fútbol en lugar de someterse a una cirugía mayor. El 24 de mayo jugó su último partido con el Villa, contra el Newcastle United. Antes del puntapié inicial, Laursen apareció frente a la afición de Villa Park y dio un discurso en el que agradeció a los fanáticos y les deseó lo mejor para el futuro. Después de esto, fue incluido en la sección "Villa Legends" del sitio web oficial del Aston Villa.

## Selección nacional

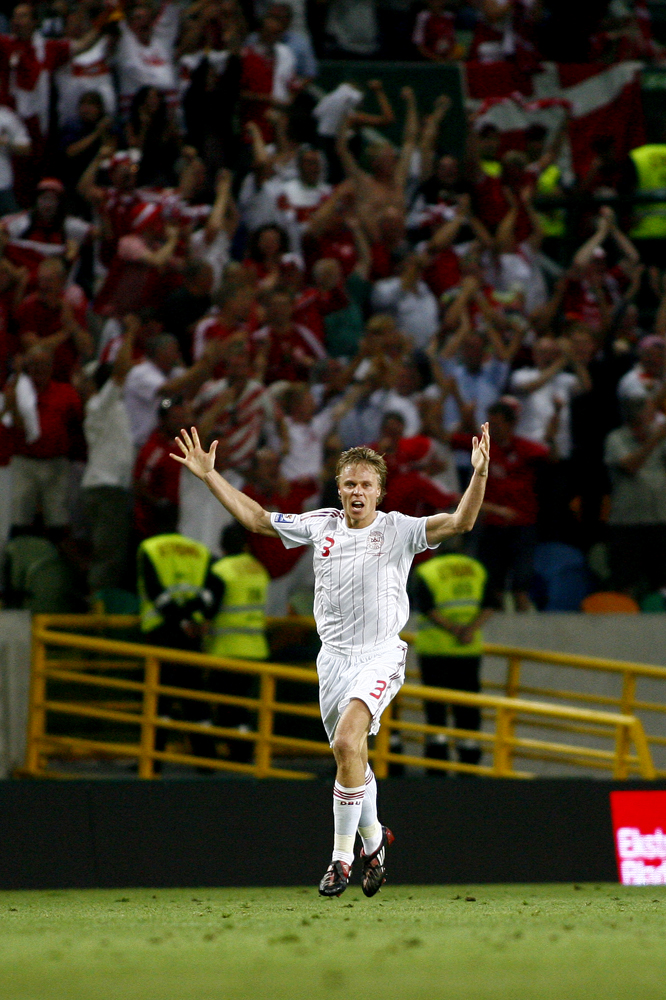
Laursen durante la victoria 3–2 ante Portugal, el 10 de septiembre de 2008.

Laursen jugó 53 veces con la selección de Dinamarca y marcó dos goles entre 2000 y 2008. Representó a Dinamarca en la Eurocopa 2000, la Copa Mundial de la FIFA de 2002 y la Eurocopa 2004.

## Clubes

### Como jugador
| Club          | País       | Año         | Partidos | Goles |
| ------------- | ---------- | ----------- | -------- | ----- |
| Silkeborg IF  | Noruega    | 1995 - 1998 | 35       | 1     |
| Hellas Verona | Italia     | 1998 - 2001 | 58       | 3     |
| AC Milan      | Italia     | 2001 - 2004 | 42       | 2     |
| Aston Villa   | Inglaterra | 2004 - 2009 | 84       | 8     |

### Como entrenador
| Club         | País      | Año         |
| ------------ | --------- | ----------- |
| FC Rudersdal | Dinamarca | 2011 - 2012 |

## Palmarés

### Títulos nacionales
| Título      | Club          | País   | Año     |
| ----------- | ------------- | ------ | ------- |
| Serie B     | Hellas Verona | Italia | 1998-99 |
| Copa Italia | A. C. Milan   | Italia | 2002-03 |
| Serie A     | A. C. Milan   | Italia | 2003-04 |

### Títulos internacionales
| Título              | Club        | Sede       | Año  |
| ------------------- | ----------- | ---------- | ---- |
| Supercopa de Europa | A. C. Milan | Mónaco     | 2003 |
| Liga de Campeones   | A. C. Milan | Mánchester | 2003 |

### Distinciones individuales
| Distinción               | Año  |
| ------------------------ | ---- |
| Futbolista Danés del año | 2008 |

## Vida personal
Se casó con la actriz sueca Maria Kihl en 2016.